# Црква Светог Вазнесења у Голобоку
Црква Светог Вазнесења у Голобоку, на територији општине Смедеревска Паланка, подигнута је 1894. године и има статус споменика културе.

## Историја
Из различитих извора се поуздано може утврдити да је Голобочка парохија постојала знатно пре подизања цвкве, с обзиром да постоје подаци о паросима још од 1840. године. Ово указује на то да је у селу постојала старија црква која је вероватно била изграђена од трошног материјала, што потврђују и остаци дрвеног звоника. Наиме, мештани су од добровољних прилога 1888. године купили звоно у Вршцу. Међутим, с обзиром да тадашња звонара није могла да поднесе оптерећење и вибрације приликом звоњаве, већ тада је била у плану изградња нове цркве. Мештани су исте године почели да скупљају прилог за подизање цркве, чија је градња започета 1894. године, да би 1901. године била освећена од стране Београдског митрополита Иноћентија.
Црква вазнесења Исуса Христа је настала у периоду када је у Голобочкој парохији био свештеник Димитрије Вујковић, док је на челу Београдске митролопије био Иноћентије, који је изврпио и њено освећење. Главни неимар на грађевинским деловима цркве био је Драгиша Николић из Смедеревске Паланке.
Црква Христовог Вазнесења је током свог постојања више пута страдала, што од природних катастрофа, што од стране људи.
Прво веће страдање узроковао је земљотрес који је 1906. године погодио овај крај, када су на цркви попуцали зидови до те мере да је било забрањено вршење богослужења. С обзиром да мештани Голобока нису имали другу богомољу, одмах након земљотреса се приступило санирању цркве.
Друго, знатно веће, разарање црква је доживела 1915. године, када је бомбардована од стране Аустријанаца. Иако су мештани покушали да заштите цркву тиме што су ископали одбрамбене ровове, окупатори су прво гранатирали поменуте, а потом и саму цркву. Том приликом је срушен звоник и знатно оштећена горња зона наоса. Након ослобођења и повратка свештеника Драгољуба Вујковића из логора, започета је обнова цркве, која је завршена 1924. године. Приликом обнове дошло је до извесних одступања од првобитног изгледа цркве. Наиме, завршни делови угаоних стубова, који су пре рата били виши од крова за 70 центиметара и на којима се налазило лоптасто постоље за крст, сада су у равни крова, а лоптаста постоља су уклоњена. Поред тога, на првобитној цркви је изнад западних врата била плитка правоугаона ниша у којој је била смештена икона патрона храма, односно села. Ова ниша је током обнове попуњена. Поред цркве, обновљен је и звоник, који је добио велике правоугаоне прозоре са полукружним завршетком, уместо уских са кружним отвором изнад њих. Кров данашњег звоника је четвороводан, једноставно обрађен, и недостаје му завршна, барокна купола која је постојала пре рата. Исте године, црква је добила и три звона која су или купљена средствима из добровољних прилога мештана или представљају поклон појединих људи из голобочког краја.
Други светски рат је, на сву срећу, мимоишао цркву Христовог Вазнесења, па у том периоду она није преживела никаква страдања. Међутим, након рата, 1948. године, комунистичке власти забраниле су вршење литија по пољима и освећивање записа о прославама, а као разлог за то навеле да се том приликом газе њиве и летина.
Године 1987. започета је изградња новог парохијског дома, да би наредне године била извршена електрификација звоника. Четири године након тога осликане су нише на западној фасади – у северној ниши осликано је Христово Вазнесење, а у јужној Света Тројица. Композиције су рађене у техници all-seka, а урадио их је академски сликар Зоран Гребенаревић из Београда.

## Архитектура
Црква вазнесења Исуса Христа у Голобоку је издужене једнобродне основе, са великом источном апсидом, дозиданом припратом изнад које се уздиже масивни звоник. Грађевина је рађена од чврстог материјала, темељи су од ломљеног камена, а зидови од опеке старог формата, док је као везивно средство коришћен кречни малтер. Зидови су са обе стране омалтерисани и окречени.
Црква је рађена по узору на цркве у Коларима и Друговцу. На такву констатацију упућују димензије цркве, здепасти звоник и изглед фасада. На спољашњој фасади примењена је редукција архитектонске штукатуре: архитектонски декор је упрошћен, нема сувишних детаља јер је мајстор на веома вешт начин извршио стилизацију орнамената, прилагођавајући је материјалним околностима. У тој тежњи помирења раскоши и сиромаштва, захваљујући свом дугогодишњем искуству, успео је да пронађе одређену равнотежу, која се огледа у наглашавању пластичности пиластра на угловима и на западној страни.
У просторно-концепцијском смислу, унутрашњост цркве подељена је на олтарски део, простор за вернике – наос и припрату. Олтарски део, у односу на остале, најмањи је, док је наос у просторном смислу највећи. Премда је олтарски део најмањи, он представља најзначајнији и најсветији део цркве као грађевине. Унутрашњост олтарског простора је птоковичастог облика са калотастим завршетком, док је са спољне стране седмостран. Ширина олтарске апсиде је 4,5 метара, а дубина 4,85 метара, док дубина потковичастог дела износи 2,5 метара.
У архитектонском смислу, као и по радњама које се одвијају у њему, олтарски простор се може поделити на три дела: северни, централни и јужни.
Северни део олтарског простора је правоугаоног облика и димензија је 1,51 х 0,90 метара. У овом делу олтарског простора, у источном зиду, налази се ниша чија ширина износи око 50, висина 205, а дубина 49 центиметара. У поменутој ниши налази се жртвеник, односно проскомидион, место где се врши припрема Светих Дарова. На жртвенику се чувају Свети Дарови све до Великог входа, када се преносе на Часну трпезу, на којој се врши Свето Приношење. У овом делу налази се и мањи умиваоник који служи за прање руку служашчег пре почетка проскомидисања, у знаку библијске поруке да се чистим прилази чистом. Централни део олтарског простора је правоугаоног облика са полукружним завршетком са источне стране. Ширина овог простора износи 4,5 метара, док је дубина 4,85 метара. У средини овог простора налази се Часна трпеза, димензија 100 х 120 центиметара.
Јужни део олтаског простора, познатији као ђаконикон, сличан је северном делу.
С обзиром да је црква базиликанске основе, у њеној унутрашњости нема организационог централног-подкуполног дела кога носе слободни стубови или пиластри, већ су ту функцију преузели пиластри који се завршавају луковима који носе свод.
Унутрашњи простор је тако организован да се одмах после улаза налази мање предворје, познатије као припрата, коју од наоса одвајају два масивна стуба. Комуникација између наоса и припрате остварује се помоћу три отвора – пролаза, од којих је средишњи највећи.
Простор наоса од олтарског дела припрате одвајају пиластри ширине 80 и дебљине око 50 центиметара. Поред ових пиластра, у оквиру наоса, са обе стране смештена су још по два пиластра. Простор између првог и другог пиластра широк је око 225 центиметара и у њему су смештене певнице. Дужина наоса износи 8,8, а ширина 7,5 метара, док је припрата правоугаоног облика, димензија 3,3 х 7,5 метара.

## Покретне иконе и богослужбене књиге
Цркве Вазнесења Христовог поседује доста целивајућих, односно покретних икона, од којих су неке насликане још током 19. века . Међу старијим иконама су Крштење Исуса Христа (уље на платну, 1901), Свети архиђакон Стефан (уље на платну, крај 19. века), Свети архистратиг Михаило (уље на платну, 1901) и Свети Никола (темпера на дрвету, крај 19. или почетак 20. века).
Библиотека цркве, иако скромна, садржи неколико веома занимљивих и старих књига, од којих је већина штампано у Русији, а међу којима су значајније Општи минеј (Москва, 1862), Цветни триод (Москва, 1886), Празнички минеј (Москва, 1895), Посни триод (Москва, 1895), Ирмологион (Москва, 1895) и Типик-Устав (Москва, 1897).